# Grand Prix-wegrace van Zweden 1981
De Grand Prix-wegrace van Zweden 1981 was de dertiende Grand Prix van het wereldkampioenschap wegrace-seizoen 1981. De races werden verreden op 15 en 16 augustus 1981 op de Scandinavian Raceway nabij Anderstorp (Jönköpings län).

## Algemeen
De coureurs kwamen voor het eerst na vier jaar weer in Anderstorp, nadat de Zweedse Grand Prix drie jaar in Karlskoga was georganiseerd en in 1980 door financiële problemen helemaal was afgelast. Ook dit jaar ontstonden er veel problemen, om te beginnen op donderdag voor de races, toen de teams uit Finland arriveerden en niet naar binnen mochten. Uiteindelijk kreeg elk team slechts vier toegangskaarten voor het rennerskwartier, terwijl diezelfde kaarten tegen de FIM-regels in wel aan het publiek werden verkocht. Er waren nauwelijks strobalen aangebracht en de palen van de vanghekken waren zo rot dat ze bij aanraking afbraken. De teams moesten betalen voor een aansluiting op het elektriciteitsnet en de planning van de trainingen en races gaf ook problemen, vooral omdat de 500cc-klasse na een race met viertakt- superbikes moest rijden. Die lekten olie op de baan waardoor ook al in de Belgische GP problemen waren ontstaan. Uiteindelijk legde een rijdersdelegatie betaande uit Kenny Roberts, Randy Mamola, Graeme Crosby, Kork Ballington, Marc Fontan, Christian Sarron, Franco Uncini, Jack Middelburg en Boet van Dulmen onder dreiging van een rijdersstaking een aantal eisen op tafel. De laatste wereldtitels, in de 500cc-klasse en de zijspanklasse, werden in Zweden beslist. 

## 500 cc
De 125cc-rijders hadden een droog spoor op het natte circuit gereden, maar echt goed opdrogen deed de baan niet en voor de start van de 500cc-klasse druppelde het weer hier en daar. De bandenkeuze was dan ook lastig en de meesten kozen voor intermediates. De strijd om het wereldkampioenschap was nog open: als Randy Mamola zou winnen moest Marco Lucchinelli ten minste vijfde worden en Mamola nam bij de start de leiding, terwijl Lucchinelli heel slecht wegkwam. Mamola was echter geen liefhebber van regenraces en bovendien lekte er olie uit zijn voorvork, waardoor hij al snel terugviel. Jack Middelburg kwam aan de leiding, op enige afstand gevolgd door Boet van Dulmen, Kork Ballington, Kenny Roberts en Graeme Crosby, maar Barry Sheene sloot na een inhaalrace ook bij deze groep aan. Van Dulmen sloot bij Middelburg aan, maar Sheene wist ze allebei te passeren en won de race, voor Van Dulmen en Middelburg. Mamola was afgezakt naar de dertiende plaats, Roberts had opgegeven omdat hij de verkeerde banden had gekozen en Lucchinelli ging geen enkel gevecht aan en werd slechts negende, maar daarmee was hij wel wereldkampioen. 

### Uitslag 500 cc
| Pos | Coureur           | Merk     | Tijd      | Punten |
| --- | ----------------- | -------- | --------- | ------ |
| 1   | Barry Sheene      | Yamaha   | 55'24"041 | 15     |
| 2   | Boet van Dulmen   | Yamaha   | 55'24"862 | 12     |
| 3   | Jack Middelburg   | Suzuki   | 56'02"560 | 10     |
| 4   | Kork Ballington   | Kawasaki |           | 8      |
| 5   | Graeme Crosby     | Suzuki   |           | 6      |
| 6   | Marc Fontan       | Yamaha   |           | 5      |
| 7   | Franco Uncini     | Suzuki   |           | 4      |
| 8   | Seppo Rossi       | Suzuki   |           | 3      |
| 9   | Marco Lucchinelli | Suzuki   |           | 2      |
| 10  | Bernard Fau       | Suzuki   |           | 1      |
| 13  | Randy Mamola      | Suzuki   |           |        |
| DNF | Kenny Roberts     | Yamaha   | Opgave    | Opgave |
| DNF | Guido Paci        | Yamaha   | Val       |        |

### Top 10 WK-stand na deze race (eindstand)
| Pos. | Coureur                            | Motorfiets | Ptn. |
| ---- | ---------------------------------- | ---------- | ---- |
| 1    | Marco Lucchinelli (wereldkampioen) | Suzuki     | 105  |
| 2    | Randy Mamola                       | Suzuki     | 94   |
| 3    | Kenny Roberts                      | Yamaha     | 74   |
| 4    | Barry Sheene                       | Yamaha     | 72   |
| 5    | Graeme Crosby                      | Suzuki     | 68   |
| 6    | Boet van Dulmen                    | Yamaha     | 64   |
| 7    | Jack Middelburg                    | Suzuki     | 60   |
| 8    | Kork Ballington                    | Kawasaki   | 43   |
| 9    | Marc Fontan                        | Yamaha     | 25   |
| 10   | Hiroyuki Kawasaki                  | Suzuki     | 19   |

## 250 cc
Roland Freymond en Jean-Marc Toffolo reden twee ronden lang aan de leiding in Zweden, maar Toffolo viel met zijn slecht sturende Armstrong-Rotax uiteindelijk terug naar de elfde plaats. Toni Mang nam de leiding over en daarna was de strijd om de eerste posities tamelijk saai: Mang had een ruime voorsprong op Freymond, die op zijn beurt weer ver voor Jean-Louis Guignabodet en Jean-François Baldé lag. Die werden aangevallen door Paolo Ferretti, die de Ad Maiora van de geblesseerde Maurizio Massimiani reed. Ferretti moest echter afhaken door problemen met zijn versnellingsbak. 

### Uitslag 250 cc
| Pos | Coureur                | Merk            | Tijd            | Punten          |
| --- | ---------------------- | --------------- | --------------- | --------------- |
| 1   | Toni Mang              | Kawasaki        | 43'59"233       | 15              |
| 2   | Roland Freymond        | Ad Maiora       | 44'15"272       | 12              |
| 3   | Jean-François Baldé    | Kawasaki        | 44'17"915       | 10              |
| 4   | Jean-Louis Guignabodet | Kawasaki        |                 | 8               |
| 5   | Jean-Louis Tournadre   | Bimota-Yamaha   |                 | 6               |
| 6   | Christian Estrosi      | Pernod          |                 | 5               |
| 7   | Martin Wimmer          | Yamaha          |                 | 4               |
| 8   | Didier de Radiguès     | Yamaha          |                 | 3               |
| 9   | Richard Schlachter     | Yamaha          |                 | 2               |
| 10  | Bengt Elgh             | Yamaha          |                 | 1               |
| 11  | Jean-Marc Toffolo      | Armstrong-Rotax |                 |                 |
| 12  | Alan North             | Yamaha          |                 |                 |
| DNF | Paolo Ferretti         | Ad Maiora       | Versnellingsbak | Versnellingsbak |
| DNF | Patrick Fernandez      | Bimota-Yamaha   | Val             |                 |
| DNF | André Gouin            | Yamaha          | Val             |                 |
| DNS | Maurizio Massimiani    | Ad Maiora       | Blessure        | Blessure        |
| DNS | Carlos Lavado          | Yamaha          | Blessure        | Blessure        |

### Top 10 WK-stand na deze race
| Pos. | Coureur                    | Motorfiets               | Ptn. |
| ---- | -------------------------- | ------------------------ | ---- |
| 1    | Toni Mang (wereldkampioen) | Kawasaki                 | 145  |
| 2    | Jean-François Baldé        | Kawasaki                 | 93   |
| 3    | Roland Freymond            | Ad Maiora                | 60   |
| 4    | Carlos Lavado              | Yamaha                   | 56   |
| 5    | Patrick Fernandez          | Bimota-Yamaha            | 43   |
| 6    | Jean-Louis Guignabodet     | Kawasaki                 | 32   |
| 7    | Martin Wimmer              | Yamaha                   | 30   |
| 8    | Richard Schlachter         | Yamaha                   | 25   |
| 9    | Thierry Espié              | Chevallier-Yamaha/Pernod | 24   |
| 9    | Jean-Louis Tournadre       | Bimota-Yamaha            | 24   |

## 125 cc
Ángel Nieto was al wereldkampioen en had besloten op vakantie te gaan, maar zijn teamgenoot Loris Reggiani moest wel starten om zijn tweede plaats in het kampioenschap veilig te stellen. Pier Paolo Bianchi kon alleen door een overwinning de tweede plaats overnemen, maar dan had Reggiani aan de achtste plaats genoeg om dat te voorkomen. De race startte op een natte baan en Reggiani reed heel even aan de leiding. Voor hem had het geen zin om risico's te nemen en Ricardo Tormo kon juist heel goed uit de voeten met deze omstandigheden. Zijn teamgenoot Guy Bertin was eigenlijk de kopman van het Sanvenero-team, maar kon Tormo niet bijhouden. Reggiani werd vijfde, maar finishte achter Bianchi, zodat hij zeker was dat zijn tweede plaats in het kampioenschap behouden bleef. 

### Uitslag 125 cc
| Pos | Coureur            | Merk       | Tijd      | Punten   |
| --- | ------------------ | ---------- | --------- | -------- |
| 1   | Ricardo Tormo      | Sanvenero  | 47'19"219 | 15       |
| 2   | Guy Bertin         | Sanvenero  | 47'45"946 | 12       |
| 3   | Iván Palazzese     | MBA        | 46'51"313 | 10       |
| 4   | Pier Paolo Bianchi | MBA        |           | 8        |
| 5   | Loris Reggiani     | Minarelli  |           | 6        |
| 6   | Anton Straver      | MBA        |           | 5        |
| 7   | Hugo Vignetti      | MBA        |           | 4        |
| 8   | Hans Müller        | MBA        |           | 3        |
| 9   | Johnny Wickström   | Morbidelli |           | 2        |
| 10  | Erich Klein        | MBA        |           | 1        |
| 13  | Boy van Erp        | MBA        |           |          |
| DNF | Jacques Bolle      | Motobécane | Motor     |          |
| DNF | Maurizio Vitali    | MBA        | Val       |          |
| DNF | Jean-Claude Selini | MBA        | Val       |          |
| DNF | Gerhard Waibel     | MBA        | Val       |          |
| DNS | Ángel Nieto        | Minarelli  | Vakantie  | Vakantie |

### Top 10 WK-stand na deze race (eindstand)
| Pos. | Coureur                      | Motorfiets | Ptn. |
| ---- | ---------------------------- | ---------- | ---- |
| 1    | Ángel Nieto (wereldkampioen) | Minarelli  | 140  |
| 2    | Loris Reggiani               | Minarelli  | 95   |
| 3    | Pier Paolo Bianchi           | MBA        | 84   |
| 4    | Hans Müller                  | MBA        | 58   |
| 5    | Jacques Bolle                | Motobécane | 55   |
| 6    | Guy Bertin                   | Sanvenero  | 40   |
| 7    | Iván Palazzese               | MBA        | 37   |
| 8    | Maurizio Vitali              | MBA        | 36   |
| 8    | Ricardo Tormo                | Sanvenero  | 36   |
| 10   | Hugo Vignetti                | MBA        | 30   |

## Zijspannen
Met vijftien punten voorsprong in het klassement hoefde Rolf Biland slechts vóór Alain Michel en Jock Taylor te blijven om zich wereldkampioen te mogen noemen. Taylor was weliswaar als snelste weg, maar werd meteen ingehaald door zowel Biland als Michel. Veel spanning was er daarna niet meer, want ook de achtervolgende combinaties reden met grote onderlinge verschillen. Egbert Streuer lag met invaller Raimo Leppänen op de zevende plaats toen een powervalve stuk ging. Dat was voorzien: hij had een extra kabeltje gemaakt om de powervalve open te houden als dat zou gebeuren. Dat kabeltje brak echter ook. Na een reparatie in de pit werden Streuer/Leppänen toch nog negende. 

### Uitslag zijspannen
| Pos | Coureur          | Bakkenist         | Merk                 | Tijd    | Punten |
| --- | ---------------- | ----------------- | -------------------- | ------- | ------ |
| 1   | Rolf Biland      | Kurt Waltisperg   | LCR-Yamaha           | 40'16"4 | 15     |
| 2   | Alain Michel     | Michael Burkhardt | Seymaz-Yamaha        | 40'24"2 | 12     |
| 3   | Jock Taylor      | Benga Johansson   | Fowler-Windle-Yamaha | 40'53"8 | 10     |
| 4   | Masato Kumano    | Kunio Takeshima   | LCR-Yamaha           |         | 8      |
| 5   | Werner Schwärzel | Andreas Huber     | Seymaz-Yamaha        |         | 6      |
| 6   | Derek Jones      | Brian Ayres       | Ireson-Yamaha        |         | 5      |
| 7   | Michel Vanneste  | Serge Vanneste    | Seymaz-Yamaha        |         | 4      |
| 8   | Patrick Thomas   | Jean-Marc Fresc   | Seymaz-Yamaha        |         | 3      |
| 9   | Egbert Streuer   | Raimo Leppänen    | LCR-Yamaha           |         | 2      |
| 10  | Jesco Höckert    | Thomas Riedel     | Busch-Yamaha         |         | 1      |

### Top 10 WK-stand na deze race
| Pos | Coureur                      | Bakkenist                                                           | Motorfiets           | Ptn |
| --- | ---------------------------- | ------------------------------------------------------------------- | -------------------- | --- |
| 1   | Rolf Biland (wereldkampioen) | Kurt Waltisperg (wereldkampioen)                                    | LCR-Yamaha           | 112 |
| 2   | Alain Michel                 | Michael Burkhardt                                                   | Seymaz-Yamaha        | 94  |
| 3   | Jock Taylor                  | Benga Johansson                                                     | Fowler-Windle-Yamaha | 87  |
| 4   | Derek Jones                  | Brian Ayres                                                         | Ireson-Yamaha        | 43  |
| 4   | Werner Schwärzel             | Andreas Huber                                                       | Seymaz-Yamaha        | 43  |
| 6   | Masato Kumano                | Kunio Takeshima                                                     | LCR-Yamaha           | 34  |
| 7   | Michel Vanneste              | Serge Vanneste                                                      | Seymaz-Yamaha        | 26  |
| 8   | Egbert Streuer               | Bernard Schnieders Johan van der Kaap Kenny Williams Raimo Leppänen | LCR-Yamaha           | 19  |
| 9   | Trevor Ireson                | Clive Pollington                                                    | Ireson-Yamaha        | 18  |
| 10  | Mick Boddice                 | Chas Birks                                                          | Yamaha               | 16  |

## Trivia

### Geld
In 1980 was de Zweedse Grand Prix afgelast wegens financiële problemen, maar in 1981 had het publiek ook niet veel reden om naar het circuit te komen. Veel wereldtitels waren al beslist, de toegangsprijs bedroeg omgerekend 36 Euro en daarvoor kreeg men op zondag slechts drie klassen te zien, want de 250cc-klasse had al op zaterdag gereden. 

### Bakkenisten
Tijdens de trainingen kreeg Johan van der Kaap, de vervanger van bakkenist Bernard Schnieders, last van zijn schouder. Bij controle bleek dat het sleutelbeen dat hij een jaar eerder had gebroken opnieuw een breuk vertoonde. Egbert Streuer vond in het rennerskwartier Raimo Leppänen, die samen met zijn rijder Kalevi Rakko geen start had gekregen. De samenwerking verliep goed, ondanks het feit dat Leppänen uitsluitend Fins sprak. De start was zelfs uitstekend: ze waren als derde weg. Dat lag volgens Streuer geheel aan Leppänen:"Jeetje, wat kan die vent duwen…".

### Fabrieksracer
Boet van Dulmen beschikte over een semi-fabrieks Yamaha OW 53, maar vlak voor de laatste training duwden een aantal monteurs opeens de fabrieks-Yamaha OW 54 van de geblesseerde testrijder Ikujiro Takaï zijn tent in. Boet reed een aantal ronden met de machine, maar een top-tienklassering zat er niet in en hij kwalificeerde zich met de OW 53. Samen met Takaï en een aantal monteurs probeerde hij de afstelling van de OW 54 aan te passen, maar het hele rijwielgedeelte was afgesteld voor de 25 kg lichtere Takaï en Boet besloot in de race zijn eigen motorfiets te gebruiken. Er was ook geen hoop voor de volgende (laatste) Grand Prix, want de OW 54 werd naar Japan gevlogen. 

### Vakantie
Omdat hij de wereldtitel al op zak had was Ángel Nieto op vakantie gegaan, maar dat werd hem door een aantal collega's niet in dank afgenomen. Vooral zijn landgenoot Ricardo Tormo vond het respectloos voor het publiek, maar bovendien was Nieto rijdersvertegenwoordiger bij de FIM en daarom nodig toen de organisatie in Zweden niet op orde bleek. 
1930 · 1931 · 1932 · 1933 · 1934 · 1935 · 1936 · 1937 · 1939 · 1949 · 1950 · 1951 · 1952 · 1953 · 1954 · 1955 · 1956 · 1957 · 1958 · 1959 · 1961 · 1970 · 1971 · 1972 · 1973 · 1974 · 1975 · 1976 · 1977 · 1978 · 1979 · 1981 · 1982 · 1983 · 1984 · 1985 · 1986 · 1987 · 1988 · 1989 · 1990